# محمد کچوئی
محمد کچوئی (مرداد ۱۳۲۹ در حاجی‌آباد، قم – ۸ تیر ۱۳۶۰ در تهران) از اعضای حزب مؤتلفه اسلامی و اولین رئیس زندان اوین پس از انقلاب اسلامی بود که در ۸ تیر ۱۳۶۰ توسط سازمان مجاهدین خلق کشته شد. جمهوری اسلامی برای تجلیل از او زندانی در کرج را به نام او نامگذاری و به دلیل نقش وی در تواب‌سازی زندانیان سیاسی، از او به عنوان پدر توابین یاد می‌کند.

## زندگی و فعالیت‌های قبل از انقلاب
محمد کچوئی پس از اتمام کلاس ششم ابتدایی، به دلیل شرایط اقتصادی خانواده مدرسه را رها کرد و در یک کارگاه صحافی در بازار مشغول به کار شد. کچوئی در همین کارگاه با محمد بخارایی آشنا و از طریق او جذب حزب موتلفه اسلامی شد. بعدتر در جلسات مذهبی و جلسات درس خامنه‌ای، بهشتی و مطهری در هیئت انصارالحسین و کلاسهای درس عربی هیئت مکتب القرآن شرکت کرد. در همین دوره با عزت شاهی آشنا شد و فعالیت سیاسی را آغاز کرد. عزت شاهی در خاطرات خود می‌نویسد او و کچویی چندیان بار سخنرانی‌های جواد مناقبی را که روحانی درباری می‌دانستند، به هم زدند و ماشین او را (در حالی که رانندهٔ مناقبی در آن نشسته بود) به آتش کشیدند.
کچوئی، در ۲۴ تیر ۱۳۵۱، با اعتراف حسین جوانبخت دستگیر شد. ساواک می‌خواست تا از طریق او اطلاعاتی دربارهٔ عزت شاهی، که شاگرد مغازهٔ کچوئی بود، به دست بیاورد، اما ناکام ماند. کچوئی مشروط به توقف فعالیت سیاسی و همکاری با ساواک، پس از یک سال از زندان آزاد شد. کچویی به این شروط پابند نماند و بار دیگر در آذر ۱۳۵۳، به دلیل ارتباط با فعالان سیاسی و انتقال پیغام‌های عزت شاهی دستگیر شد. این بار به دلیل تکرار جرم، دادگاه او را به حبس ابد محکوم کرد. در ۲۸ خرداد ۱۳۵۶، به دلیل تغییر در شرایط سیاسی کشور و فشار کمیسیون حقوق بشر سازمان ملل متحد برای آزادی زندانیان سیاسی، عفو شد.
محمد کچوئی پیش از انقلاب اسلامی در سال ۱۳۵۷، از اعضای کمیتهٔ استقبال از روح‌الله خمینی بود. مطهری، مفتح و محلاتی که از اعضای جامعه روحانیت مبارز بودند و اسدالله بادامچیان که با هیأتهای مؤتلفه اسلامی همکاری داشت، مسؤولیت انتظامات کمیتهٔ استقبال را برعهده داشتند و بسیج افراد به عهدهٔ محمدصادق اسلامی و محمد کچوئی بود.

## پس از انقلاب
پس از انقلاب اسلامی، افراد حزب موتلفه اسلامی که مورد اعتماد روحانیون تازه به قدرت رسیده بودند، اداره برخی از نهادهای مهم از قبیل دادستانی انقلاب تهران و نیز ریاست زندان اوین را بر عهده گرفتند. یکی از دلایل این اعتماد سابقه دشمنی و ضدیت برخی از اعضای موتلفه اسلامی از قبیل اسدالله لاجوردی و محمد کچویی با سازمان مجاهدین خلق از دوران پیش از انقلاب بود. بدین ترتیب محمد کچوئی پس از انقلاب به عنوان نخستین رئیس زندان اوین مشغول به کار شد.

## ترور
در پی پخش خبر انفجار در دفتر حزب جمهوری اسلامی در زندان، زندانیان هوادار مجاهدین خلق در روز ۸ تیر ۱۳۶۰ به شادمانی پرداختند به همین علت محمد محمدی گیلانی رئیس و اسدالله لاجوردی دادستان دادگاه انقلاب در زندان حضور یافتند و در حیاط اوین دادگاه تشکیل دادند. محمد کچوئی چند نفر از زندانیان عضو سازمان مجاهدین را به محوطهٔ زندان اوین آورد و کنار استخر نشاند تا همان‌جا بار دیگر محاکمه شوند. کاظم افجه‌ای، از اعضای سازمان مجاهدین خلق ایران، که در آن زمان زندان خدمت می‌کرد، در ظهر هشتم تیر ۱۳۶۰، محمد کچوئی را با اسلحهٔ کمری ترور کرد. در روز آخر کچوئی و لاجوردی به او مشکوک می‌شوند و مسلسلش را از او می‌گیرند. اما او با دست یافتن به یک سلاح کمری با شلیک چند گلوله محمد کچوئی را ترور می‌کند. افجه‌ای قصد ترور محمدی گیلانی و اسدالله لاجوردی را هم داشت، اما کچویی متوجه نزدیک شدن او شد و برای مقابله با او جلو رفت، در نتیجه گلوله‌ها به کچوئی اصابت کرد و در جا کشته شد. افجه‌ای پس از ترور به طبقه سوم ساختمان فرار کرد و خود را به پایین انداخت. او پس از انتقال به بیمارستان جان سپرد.
هاشمی رفسنجانی در سخنرانی‌ای به مناسبت فوت محمد کچوئی گفت: «کچوئی از کسانی بود که در کلاسهای درس آقایان هاشمی، منتظری، ربانی شیرازی، طالقانی، انواری و مهدوی کنی که در دوران محکومیتشان در زندان تشکیل می‌شد با علاقه و ایمان شرکت می‌کرد. ایشان به ایمان و تقوی، سخت کوشی و پذیرفتن سخت‌ترین مسئولیتها در دوران محکومیت یا دوران پذیرفتن مسئولیت زندان معروف بود.»
در پی ترور محمد کچوئی، محمدرضا سعادتی از اعضای سازمان مجاهدین خلق که پیش‌تر دستگیر و به ۱۰ سال زندان محکوم شده بود، به اتهام طراحی نقشهٔ ترور و حفظ ارتباط با سازمان، دوباره محاکمه و به اعدام محکوم شد.

## خانواده
طاهره حسین‌زاده، همسر وی در سال ۱۳۷۹ در سانحه تصادف درگذشت. کچویی دو فرزند دارد.

## مواضع کچوئی دربارهٔ سازمان مجاهدین خلق
پیش از انقلاب، تعدادی از روحانیان در زندان به نجاست مارکسیست‌ها فتوا داده بودند و به زندانیان مسلمان امر کرده‌بودند که از مارکسیست‌ها فاصله بگیرند. محمد کچوئی هم بر اساس این فتوا اعضای احزاب مارکسیستی را نجس می‌دانست و با نزدیکی مجاهدین به آنها مخالف بود. همین طرز فکر باعث شده بود که برخی زندانیان (از جمله برخی اعضای سازمان مجاهدین خلق) او را بایکوت کنند.
او در وصیت‌نامه خود نوشته بود: «این مطلب را هم لازم می‌دانم در وصیت‌نامه خود بنویسم که با توجه به اینکه خیلی‌ها با مرام‌های مختلف ادعای حق بودن را دارند ولکن حق یک چیز بیشتر نیست و به نظر من اختلاف سر معیارها می‌باشد و برای من که معیارم قرآن و پیغمبر و ائمه و ولایت فقیه و در حال حاضر امام خمینی می‌باشد و جز این حق نمی‌باشد و شدیداً معتقدم که مجاهدین خلق با توجه به معیارهای باطلی که دارند ناحق‌ترین و باطل‌ترین گروه‌ها هستند. اگر هدایت شدنی هستند خداوند آنها را هدایت کند وگرنه نابود کند و معتقدم بدترین دشمن در حال حاضر برای جمهوری اسلامی که حاصل خون بیش از ۷۰ هزار شهید می‌باشد همین مجاهدین هستند.»